# 열정페이
열정페이(熱情Pay)는 "하고 싶은 일을 하게 해 줬다는 구실로 청년 구직자에게 보수를 제대로 지급하지 않는다"는 것을 의미하며, 주로 대기업 인턴이나 방송, 예·체능계에서 많이 나타난다. 좋아하는 일을 하는 사람에게는 돈을 적게 줘도 된다는 관념으로 기업이나 기관에서 "일하는 것 자체가 경험되니 적은 월급(혹은 무급)을 받아도 불만 가지지 마라, 너 아니어도 할 사람 많다"라는 태도를 보일 때 이를 비꼬는 말이다. 이 말에는 기성세대가 젊은이들의 노동력을 착취하는 구조로 치달은 사회 분위기에 대한 냉소가 담겼다.

## 유래
'열정페이'란 단어의 정확한 유래는 불명확하지만, 2011년 말부터 인터넷을 중심으로 쓰이던 단어라는 정황은 확인할 수 있다. 2011년 4월 한윤형 등이 쓴 '열정은 어떻게 노동이 되는가'에서 노동의 대가를 제대로 받지 못하는 '열정 노동'(熱情勞動)의 사례를 설명한 바 있다.
2012년 1월 8일자 대학내일에도 인턴제도를 우화로 표현한 글이 실렸다. 위 글을 쓴 프리랜서 작가 이하늬는 자신의 블로그에 '열정페이에 대한 우화'란 제목을 붙였다. 드러머 김간지가 인디잡지 '칼방귀' 2012년 여름호에 기고한 '나의 돈벌이'라는 글 중간에 '열정페이 계산법'이라는 표가 나온다.
좀더 대중적으로 '열정 페이'란 단어가 쓰인 계기는 이상봉 디자인실 논란 이후다. 2014년 10월 SNS에 한 유명 패션 디자이너의 직원 월급내역’이라는 제목의 글이 올라왔다. 작성자는 이상봉 디자인실이 야근수당을 포함해 견습 10만원, 인턴 30만원, 정직원 110만원의 급여를 준다는 등의 내용을 주장했다. 이후 패션계의 열정페이 논란이 벌어지자 이상봉은 2015년 1월 14일 자신의 SNS에 "근로 환경과 처우 문제로 상처받은 패션업계 젊은이들에게 깊이 사과하고, 이번 기회에 패션업계 전반의 문제점 개선에 노력하겠다"라는 사과의 뜻을 전했지만,
이후에도 정당한 노동의 대가를 주지 않는 여러 가지 사례가 언론에 올랐다. 쥬얼리의 전 멤버 조민아가 운영하는 `우주여신 조민아 베이커리`가 법정 최저 시급인 5580원에 못 미치는 시급 5500원으로 구인공고를 올렸다가 논란이 됐다. 위메프는 정직원 채용을 빌미로 수습 직원에게 정직원 수준의 영업 일을 시킨 뒤 2주 만에 전원 해고한 일이 있었다.
열정페이 논란이 확산되자 고용노동부는 수습·인턴 직원이나 아르바이트생에게 턱없이 낮은 임금을 주는 관행이 만연한 의류·패션 디자인 업체 등을 상대로 광역단위의 특별 근로감독을 할 계획이라고 밝혔다. 2015년 3월 20일부터 시작된 '2015 F/W 서울패션위크'가 열리는 서울 중구 동대문디자인플라자에서 패션노조·알바노조·청년유니온·장그래살리기운동본부 회원 10여명이 '열정페이 규탄 공동기자회견'을 열고 "우리는 공짜가 아니다. 청년들의 노동을 헐값에 착취하는 '열정페이'에 반대한다"고 밝혔다.

## 같이 보기
- 인권
- 헬조선
- 무상 노동
- 자발적 노예
- tvN 조연출 자살 사건

### 단체
- 알바노조
- 청년유니온
- 패션노조
- 장그래살리기운동본부

## 참고 자료

### 도서
- 한윤형·김정근·최태섭著「열정은 어떻게 노동이 되는가」ISBN 9788901121383
- 『우리는 디씨』(이길호 저, 이매진, 2012) ISBN 9788993985733
- 인디문화 잡지《칼방귀》(2012년 여름호(2012년 5월 발간)
  - 필명 '김간지'라는 사람의 기고문 중 '열정페이 계산법'

### 방송
- KBS 2TV 추적 60분 《당신의 열정을 헐값에 팝니다. 열정페이》(2015년 3월 7일 방송)